# ダッジ
ダッジ（英：Dodge、ダッヂ、ドッヂ、ドッジ等とも転写 ）は、アメリカの自動車ブランド。1914年に設立されたダッジ・ブラザーズ（Dodge Brothers）自動車が前身で、1928年に買収されクライスラーの一部門となった。1998年からはダイムラー・クライスラーの一部門であったが、2019年からフィアット・クライスラー・オートモービルズ（FCA）、2021年よりステランティス N.V. の社内カンパニーとして機能している。十字のフロントグリルが特徴。
前述の通り、Dodgeにはさまざまなカタカナ転写があるが、本稿では引用などでの表記ゆれ以外は1998年当時の輸入元であった「ダイムラー・クライスラー日本」が定めた『ダッジ』と記述する。

## 概説
同部門には他に「クライスラー」と「ジープ」というブランドがあり、それぞれ乗用車、スポーツ・ユーティリティ・ビークル（SUV）を中心とした車種を展開している。かつては販売の78 %をラム、ラムバンなどのライトトラックが占めていたが、トラック部門は2009年にラム・トラックスとして分離され、ダッジは乗用車専門のブランドとなった。
現在、ブランド展開は南北アメリカに限定されている。ダイムラー・クライスラー時代にはグローバルブランド化を目指して2006年には欧州および豪州での販売をそれぞれ約30年ぶりに再開し、2007年には日本と中華人民共和国でも販売を開始したが、フィアット傘下に入ると再び撤退した。
なお、メキシコではダイムラー・クライスラー時代にクライスラー・デ・メヒコが提携関係にあった現代自動車（ヒョンデ）と販売契約を結んでおり、ヒョンデからi10やアティテュードといった乗用車のOEM供給を受けてダッジブランドで販売している。商用車は2009年から2013年までラムブランドで販売されていた。
ベネズエラでは、三菱車の製造・販売を手がけるMMCオートモトリス (MMC Automotriz) によって、初代はヒュンダイ・アクセント、2代目はヒュンダイ・ゲッツをベースとしたブリザが2002年から2009年にかけて販売されていた。2013年からはフィアット・シエナのバッジエンジニアリング車であるフォルツァが販売されている。

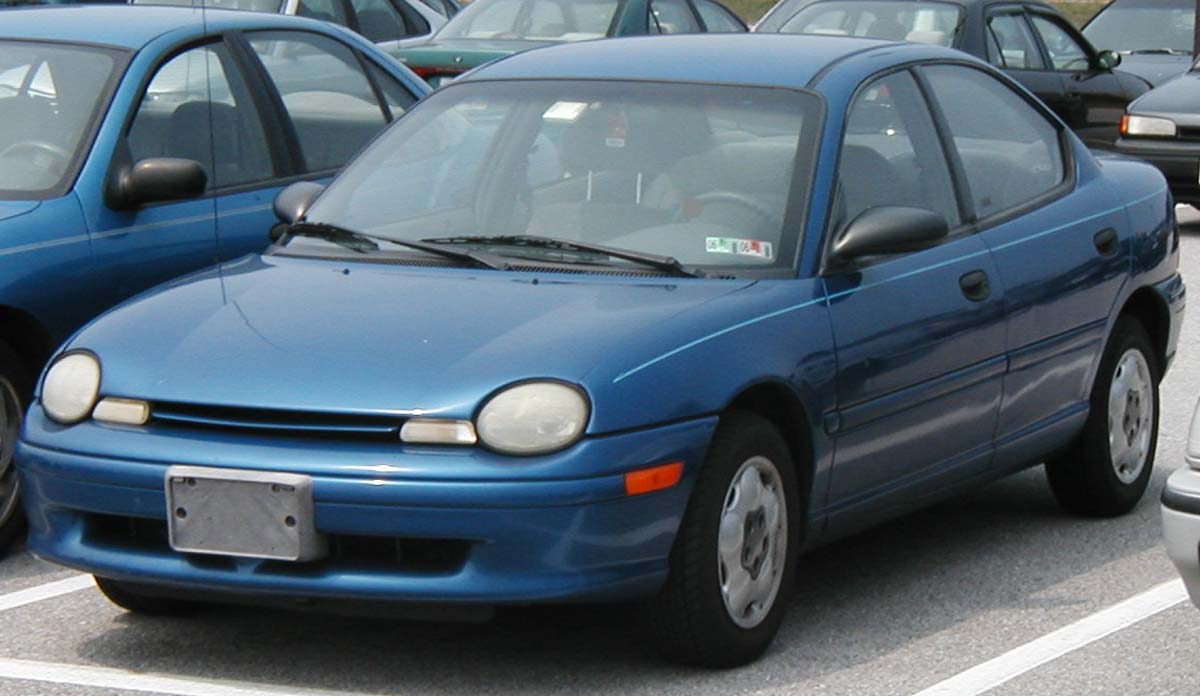
ダッジ・ネオン（1996年）
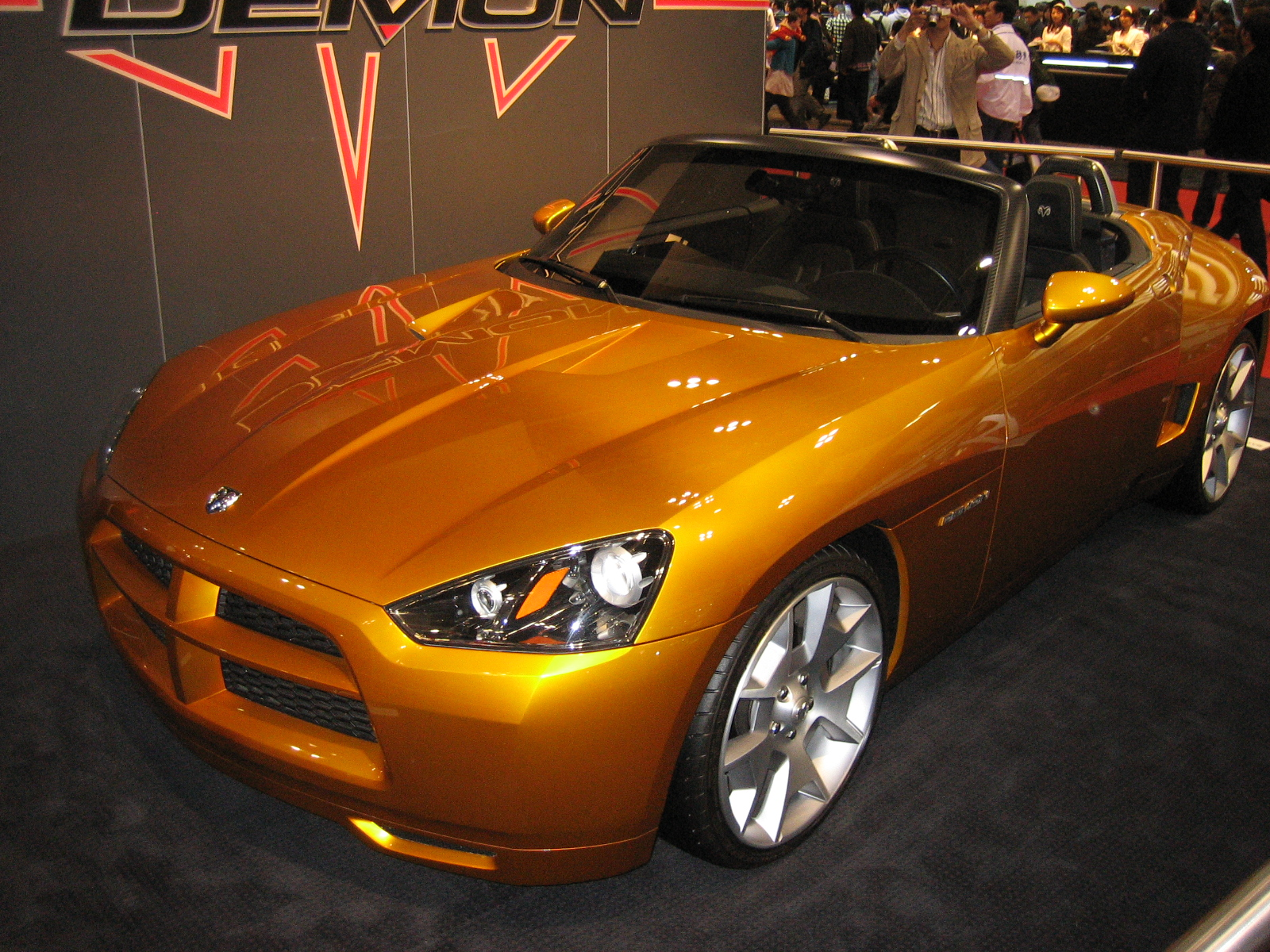
ダッジ・デーモン ロードスター コンセプト（2007年）
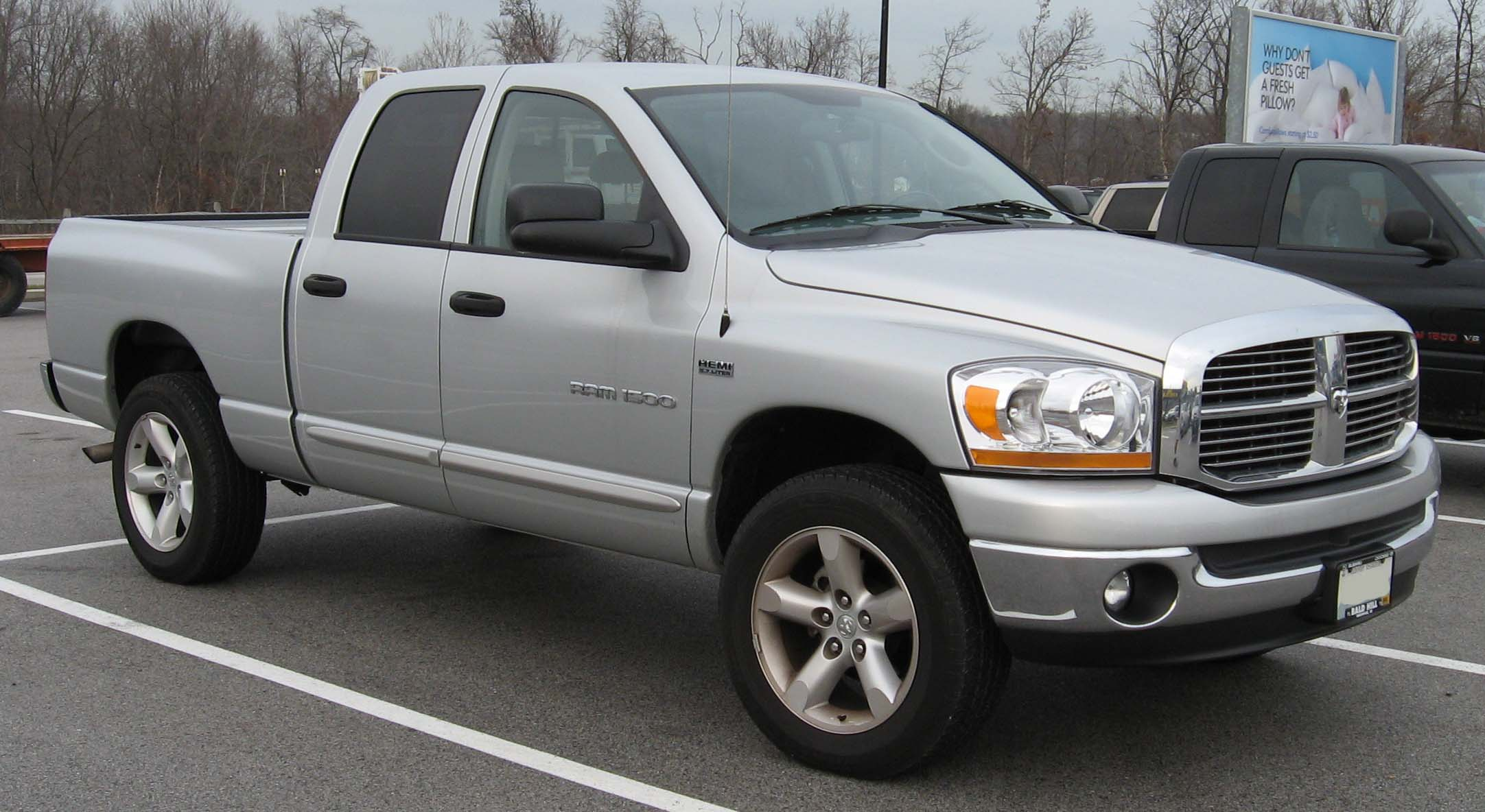
ダッジ・ラム（2006年）

## 歴史

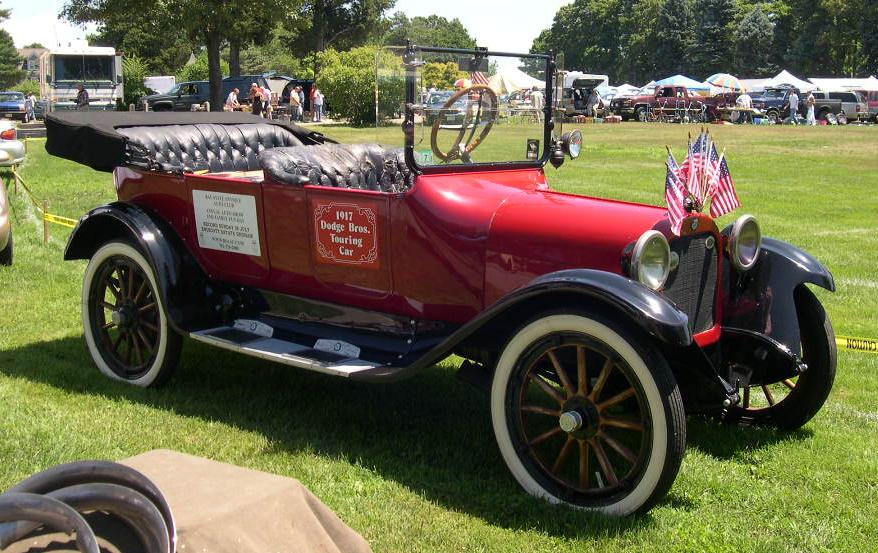
ダッジ・ブラザーズ・ツーリングカー（1917年）

「ダッジ」の起源は1901年、ジョン・フランシス・ダッジとホレス・エルジン・ダッジのダッジ兄弟がカナダ・オンタリオ州に創設した自動車製品会社「ダッジブラザース・バイシクル&モーターファクトリー」に始まる。創設期はオールズモビル製品のエンジン設計、部品生産に携わっていた。
翌1902年、自動車産業で起業を図っていたヘンリー・フォードが同社に接触し同社は融資を行い、彼の会社「フォード・モーター」設立の手助けを行った。ダッジブラザース社はフォード・モーターと業務提携し、同社において採用部品で多くのシェアを獲得する。やがて車体の製造も同社によって行われることとなり、初期のフォード車普及の一端を担っていた。
1914年、それまでフォード社と協業して自動車生産を行っていた同社は積み重ねたノウハウを手にフォード系ディーラー50店舗を取り込んでフォードと袂を分かち、自動車生産会社「ダッジブラザーズ・バイシクル社」を設立する。
1917年にダッジはフォードに対してフォードの初期の成功へ大きく貢献したことを認めさせ、対価を得るため訴訟を起こしている。また同年、アメリカの自動車産業で初めてアメリカ陸軍へ輸送用トラックを供給、第一次世界大戦でその評価を上げる。そして戦後にはそのノウハウを生かして商業車の生産にも着手するようになる。
企業経営は順調であったが、1925年にダッジは投資会社の「ディロン・リード&カンパニー（Dillon, Read & Co.）」にそれまでの自動車産業では過去最高額となる148億ドルで買収される。そして1928年にダッジはクライスラーへ売却されそれ以降同社はクライスラーの一部門となり、ミドルレンジからローエンドの自動車の生産を行うこととなった。
2009年、主力車種であった「ラム」が単独の『ラム』ブランドとして独立した。羊のマークも同ブランドに移行されることになったため、これに併せてダッジのロゴマークも一新された。

## 日本での展開
1997年にダッジ・バイパー、1996年にはダッジ・ネオン、2006年にはダッジ・マグナムがそれぞれ「クライスラー・バイパー」、「クライスラー・ネオン」、「クライスラー・300Cツーリング」という名称で発売された。2007年6月30日より、日本ではダッジブランドにて下記の5車種が正規販売されている。なお、テレビCMにはBOOM BOOM SATELLITESの曲が採用された。
初年度の輸入台数が少なかったせいかナイトロとチャージャーが早期完売となり、市場の要望により11月30日にナイトロ（SXTのみ）と12月26日にチャージャーの2008年モデルが発売となった。チャージャーについては、これまでのSRT8に加えて新たにR/Tが加わった。
しかし、その後2009年にクライスラーが連邦倒産法第11章を申請したことによりキャリバー・アベンジャー・チャージャーの2010年モデルの導入そのものが凍結されてしまった。またJCも導入されたが、わずか1年で打ち切りになってしまい、最終的にはナイトロのみとなってしまった。そのナイトロもアメリカ国内での販売不振に伴って2011年をもって打ち切りとなり、わずか6年で日本市場から撤退するかたちとなった。

## 車種一覧

### 現行車種
- アティテュード
- チャージャー
- デュランゴ
- ラム
- ホーネット
- ジャーニー

### 過去の車種
- ラム・バン
- バイパー
- スプリンター - 「メルセデス・ベンツ スプリンター」のリバッジ車。中型クラスの多用途バン
- ストラトス
- マグナム - 日本、欧州、豪州などでは「クライスラー・300/300C」のステーションワゴンとして販売されていた。
- スーパー・ビー
- ステルス - 三菱・GTOをダッジブランドで発売していたもの。1991-1996年
- キャラバン/グランドキャラバン- 日本では、3・4代目モデルがクライスラーブランドで「ボイジャー/グランドボイジャー」として販売。[3]
- イントレピッド
- ネオン - 日本では、クライスラーブランドで販売されていたことがある。
- ダコタ - 北米では、OEMにより「三菱・レイダー」の名称でも販売されていた。
- コルト
- デイトナ
- トマホーク - 2003年のデトロイトショーでコンセプトバイクとして出展された4輪バイク。バイパーのエンジンを搭載している。6500万円以上の価格がついて10台ほどしか販売されなかった。
- ブリザ
- キャリバー（Dodge Caliber）
- アベンジャー（Dodge Avenger） - 三菱・GSプラットフォームを共用するセダン。2.4Lエンジンは三菱自動車、現代自動車との共同開発したワールドエンジンを搭載。1995年登場の初代モデルはギャラン（7代目）と共有していた。
- ダッジ・JC (ジャーニー)（en:Dodge Journey）2009年モデルから投入。日本では（いすゞ自動車がマイクロバスの商品名として使用されている為）開発コードである「JC」として販売されていた。また、ヨーロッパなどではフィアットによって「フリーモント」の車名で販売されていた。
- ナイトロ（Dodge Nitro） - オハイオ州のジープ工場で製造されていた小型SUV。
- ダート（Dodge Dart） - 1960～76年まで販売されたセダンの名が2012年に復活。アルファロメオ・ジュリエッタと共通の車台を持つ。
- チャレンジャー

### コンセプトカー
- ファイアーアローI（1953年）
- ファイアーアローII（1954年）
- ファイアーアローIII（1954年）
- ファイアーアローIV（1954年）
- チャージャー ヘミ ロードスター コンセプト（1963年）
- チャージャーII（1965年）
- デオラ（英語版）（1967年）
- チャージャーIII（英語版）（1968年）
- スーパーチャージャー（1970年）
- M4S（英語版）（1981年）
- イントレピッド コンセプト（1988年）
- バイパー コンセプト（1989年）
- ネオン（1991年）
- エピック（英語版）（1992年）
- バイパー ディフェンダー（1993年）
- ヴェノム（英語版）（1994年）
- アヴィアット（1994年）
- イントレピッド ESX（1996年）
- ラム T-Rex コンセプト（1996年）
- カッパーヘッド（1997年）
- サイドワインダー（英語版）（1997年）
- パワーワゴン コンセプト（1999年）
- チャージャーR/T コンセプト（英語版）（1999年）
- マックスキャブ（英語版）（2000年）
- パワーボックス（英語版）（2001年）
- スーパー8 ヘミ（英語版）（2001年）
- M80（英語版）（2002年）
- レーザー（英語版）（2002年）
- カフナ（英語版）（2003年）
- スリングショット（英語版）（2004年）
- ラム T-Rex（2004年）
- ランペイジ コンセプト（2006年）
- ホーネット・コンセプト（英語版）（2006年）
- デーモン（英語版）（2007年）
- ゼオ（英語版）（2008年）
- アベンジャー ストームトルーパー（2008年）
- EV（英語版）（2009年）
- チャージャー・デイトナSRT コンセプト（2022年）